# Hamilton (Georgia)
Hamilton város az USA Georgia államában, Harris megyében, melynek megyeszékhelye is. Lakosainak száma 1680 fő (2020. április 1.).

## Népesség
A település népességének változása:
| Lakosok száma | 359  | 307  | 1016 | 1680 |
|               | 1870 | 2000 | 2010 | 2020 |